# Sex Gang Children
Sex Gang Children — английская музыкальная группа, исполняющая постпанк и готик-рок. Коллектив был образован в 1981 году. Sex Gang Children стали одними из первых музыкантов, выступивших в культовом для готической субкультуры клубе Batcave. После записи нескольких студийных альбомов группа распалась. Спустя несколько лет, реализовав пару удачных проектов, лидер коллектива Энди Сексганг реорганизовал группу.

## История
Первый состав группы включал Энди Сексганга (вокал, гитара), Дэйва Робертса (бас), Терри МакЛи (гитара) и Роба Страуда (ударные). Их музыка была очень эмоциональной и характеризовалась звучным басом и драматическим высоким вокалом. Раннее творчество группы повлияло как на развитие готик-рока, так и на дарк кабаре.

«Одной из восходящих групп — современников Southern Death Cult были Sex Gang Children во главе с Энди — он имел обыкновение одеваться как фанат Siouxsie & The Banshees, и я звал его «готический гоблин», потому что он был невысокого роста, весь в чёрном, любил Эдит Пиаф и всю эту мрачную музыку. Он жил в доме в Брикстоне, который назывался «Visigoth Towers» (с англ. — «вестготские башни»). В общем, он был маленьким готическим гоблином, и все его последователи тоже были готами. Вот откуда они появились».— Иэн Эстбери, Alternative Press, ноябрь 1994 года
Первый сингл группы, «Beasts», был снят с производства из-за проблем с обложкой (она нарушала авторские права), однако успел достичь восьмого места в британском независимом чарте и оставался в первых десятках хит-парадов ещё в течение года. В период с 1982 по 1985 годы песни Sex Gang Children не покидали чарты музыкальных каналов, удерживаясь на верхних строчках хит-парадов, а альбом Song and Legend занял первое место в независимом чарте Великобритании.
Быстро достигнутый успех, однако, сыграл с коллективом злую шутку. Отказавшись от ряда выгодных контрактов в надежде на получение ещё более заманчивых предложений, музыканты в итоге лишились поддержки звукозаписывающих компаний. Это привело к тому, что из команды сначала ушёл ударник Роб Страуд, просто не явившийся на одно из выступлений, а затем и басист Дэйв Робертс. Энди Сексганг некоторое время пытался поддерживать существование группы, но, в конце концов, распустил её в 1984 году и отправился в США, где выпустил несколько удачных альбомов на лейбле Dressed to Kill. В начале 1990-х он собрал Sex Gang Children в новом составе и ведёт активную концертную деятельность по сей день.
В 2010 году был выпущен документальный фильм «The Man. The Music. The Art», посвящённый творчеству группы и её лидеру.

## Стиль, влияние
Sex Gang Children считаются одной из наиболее ярких групп т. н. «Batcave-направления». Как и Alien Sex Fiend, музыканты делали особый акцент на концертных выступлениях, часто появляясь на сцене в кричащем макияже и эпатажных нарядах. Некоторые критики характеризуют стиль коллектива как «тёмный панк» (англ. Dark Punk).
Кроме того, во многих интервью Энди отмечал, что является фанатом кабаре певицы и актрисы Эдит Пиаф, а также, что её творчество повлияло на его карьеру. В многих композициях группы ведущими инструментами являются пианино, живая скрипка и виолончель. В 1984 году Энди выпускает 7" пластинку под названием "Les Amants D'Un Jour" и одноименной песней-кавером на Пиаф. В 1986 году, дабы отвлечься от трудностей с проектом Sex Gang Children, Энди отправляется в Италию, где совместно с Piero Balleggi (участником группы Neon) создает группу Dirty Roseanne и выпускает одноименный EP-альбом, в котором и воплотилась вся любовь Энди к кабаре. В 2009 году группа записала свой первый полноформатный альбом. На этом эксперименты с кабаре не закончились, в 2011 году Энди выпускает альбом "The Devil's Cabaret".

## Дискография

### Альбомы
- Song and Legend — 1983 (#1)
- Blind — 1992 reissue
- Medea — 1993
- The Wrath of God — 2001
- Bastard Art — 2002

### EPs
- Beasts — 1982 (#8)
- Sebastiane — 1983 (#19)
- Salamun Child — 2009

### Синглы
- «Into the Abyss» — 1982 (#7)
- «Song and Legend» — 1983 (#6)
- «Mauritia Mayer» — 1983 (#7)
- «Dieche» — 1984 (#15)
- «Dieche» — 1985

### Live
- Naked — 1982 (#15)
- Live — 1983
- Ecstasy and Vendetta Over New York — 1984 (#20)
- Nightland — 1986
- Play with Children — 1992

### Сборники
- Beasts — 1983
- Re-enter the Abyss (The 1985 Remixes) — 1985 (#22)
- The Hungry Years — 1991
- Dieche — 1993
- Welcome to My World — 1998
- Pop Up — 1999
- Shout & Scream — 1999
- Demonstration — 2000
- The Dark Archives volume 1 — 2000
- Empyre and Fall — 2001
- Fall: The Complete Singles  — 2003
- Execution & Elegance: The Anthology 1982—2002  — 2004